# US Tavaux-Damparis
US Tavaux-Damparis – francuski klub piłkarski z siedzibą w Tavaux. Klub działał w latach 1932–1991.

## Historia
Klub został założony w 1932 roku. Przez wiele klub występował w niższych klasach rozgrywkowych. W 1971 roku klub awansował do Division 3. W 1976 roku klub po raz pierwszy w historii awansował do Division 2. Pobyt na zapleczu francuskiej ekstraklasy trwał tylko sezon, gdyż Tavaux zajęło 17. miejsce, co skutkowało degradacją. W 1979 roku klub powrócił do Division 2 i występował w niej przez dwa kolejne lata. W 1984 roku klub spadł do Divison 4, a w 1989 roku do lokalnej ligi DH Franche-Comte. 
W 1991 roku zajął ostatnie miejsce w tej lidze, ale nie spadł klasę niżej, gdyż połączył się z występującym w tej samej lidze klubem FC Dole. Tym samym US Tavaux zakończył swoją działalność. Nowy klub RC Dole-Tavaux występował w niższych klasach rozgrywkowych(najwyżej w Division 4). W 2006 roku zmienił nazwę na Jura Dolois football. Obecnie Jura występuje w CFA 2.

## Sukcesy
- 3 sezony w Division 2: 1975–1976, 1979–1981.